# Opius tabificus
Opius tabificus (лат.) — вид паразитических наездников рода Opius из семейства Braconidae (Opiinae). Африка (Тунис), Европа (в том числе, Италия) и Азия (Иран, Турция). Мелкие наездники (менее 3 мм). От близких видов отличается следующими признаками: стигма удлиненная, равна 0,84 от длины R1a, постепенно сливается с метакарпусом; наличник в 4 раза шире высоты; первый тергит брюшка в 1,4 раза больше его ширины у вершины, брюшко в редких коротких волосках. Метасома и проподеум гладкие. Вид был впервые описан в 1979 году венгерским энтомологом Jenő Papp (1933—2017; Hungarian Natural History Museum, Будапешт, Венгрия). Включён в состав подрода Allophlebus.